# テクノホライゾン
テクノホライゾン株式会社（英: TECHNO HORIZON CO., LTD.）は、愛知県名古屋市南区に本社を置く企業。

## 概要
2010年（平成22年）4月1日に株式会社タイテックおよび株式会社エルモ社の共同持株会社「テクノホライゾン・ホールディングス」として設立された。
2021年（令和3年）4月に傘下企業3社を吸収合併し、事業会社となる。また、合併時に社内カンパニー制を導入したが、2023年4月に社内カンパニー制を廃止している。

## 沿革
- 2010年（平成22年）4月1日 - 株式会社タイテックおよび株式会社エルモ社の共同持株会社として設立。同時にジャスダックに株式を上場。
- 2011年（平成23年）3月31日 - 孫会社の株式会社中日電子および株式会社グラフインの全株式を取得し子会社化。
- 2011年（平成23年）6月30日 - 孫会社の株式会社SUWAオプトロニクスによる第三者割当増資を引き受け、子会社化[2]。
- 2015年（平成27年）7月1日 - 孫会社の株式会社ファインフィットデザインの全株式を取得し子会社化[3]。
- 2016年（平成28年）3月 - 子会社の株式会社中日電子を株式会社タイテックの子会社（孫会社）化。
- 2016年（平成28年）4月1日 - 子会社の株式会社タイテックが株式会社グラフインを、株式会社エルモ社が株式会社ファインフィットデザインを、それぞれ吸収合併。子会社の株式会社SUWAオプトロニクスが株式会社中日諏訪オプト電子に商号変更[4]。
- 2017年（平成29年）12月 - 子会社の株式会社タイテックが、株式会社中日電子及び株式会社エルモソリューション中部を吸収合併。
- 2020年（令和2年）10月 - テクノホライゾン株式会社に商号変更[5]。
- 2021年（令和3年）
  - 4月 - 株式会社タイテック、株式会社エルモ社、株式会社中日諏訪オプト電子を吸収合併し、事業会社に移行[5]。同時に社内カンパニー制を導入[6]。
  - 5月 - PACIFIC TECHグループ4社の株式を取得し子会社化[7]。
  - 6月 - 株式会社市川ソフトラボラトリーの全株式を取得し子会社化[8]。
  - 9月 - 子会社の株式会社エムディテクノスがアインド株式会社に商号を変更。同月10日、アポロ精工株式会社の全株式を取得し子会社化[9]。
- 2022年（令和4年）10月1日 - 名古屋電機工業株式会社より検査装置事業を譲受[10]。
- 2023年（令和5年）
  - 3月10日 - 株式会社CYBER DREAMの全株式を取得し子会社化[11]。
  - 4月 - 社内カンパニー制を廃止[6]。
  - 4月1日 - 子会社のアポロ精工株式会社が同じく子会社の株式会社ケーアイテクノロジーとアインド株式会社を吸収合併。
  - 4月1日 - 子会社のアイ・ティ・エル株式会社が同じく子会社の株式会社エルモケイグランデ、株式会社ファインシステム、株式会社市川ソフトラボラトリー、アジア株式会社を吸収合併し[12]、アドワー株式会社に商号を変更。
  - 4月25日 - ウェルダンシステム株式会社の全株式を取得し子会社化[13]。
- 2024年（令和6年）11月22日 - 株式会社アイネッツコムの全株式を取得し子会社化[14]。
- 2025年（令和7年）
  - 1月1日 - 子会社であるアポロ精工株式会社の装置事業の一部および検査事業を譲受け[1][15]。
  - 5月 - BlueVision Europe Limitedの清算結了[1]。
  - 5月 - 連結子会社である株式会社ブルービジョンの全株式を取得し完全子会社化[1]。
  - 7月1日 - ユニバースケープ株式会社の全株式を取得し子会社化[16]。

## 傘下企業
- 株式会社アド・サイエンス
- 株式会社ブルービジョン
- ESCO Pte. Ltd.
- PACIFIC TECH Pte. Ltd.
- アポロ精工株式会社
- アドワー株式会社
- 株式会社CYBER DREAM
- ウェルダンシステム株式会社
- 泰志逹智能科技（蘇州）有限公司
- ELMO Europe SAS
- ELMO USA Corp.
- 東莞旭進光電有限公司
- 南陽南方智能光電有限公司